# Anna Bayerová
Anna Bayerová (4. listopadu 1852 Vojtěchov u Mělníka – 25. ledna 1924 Praha) byla po Bohuslavě Keckové historicky druhá česká lékařka, promovaná roku 1881 v Bernu.

## Životopis

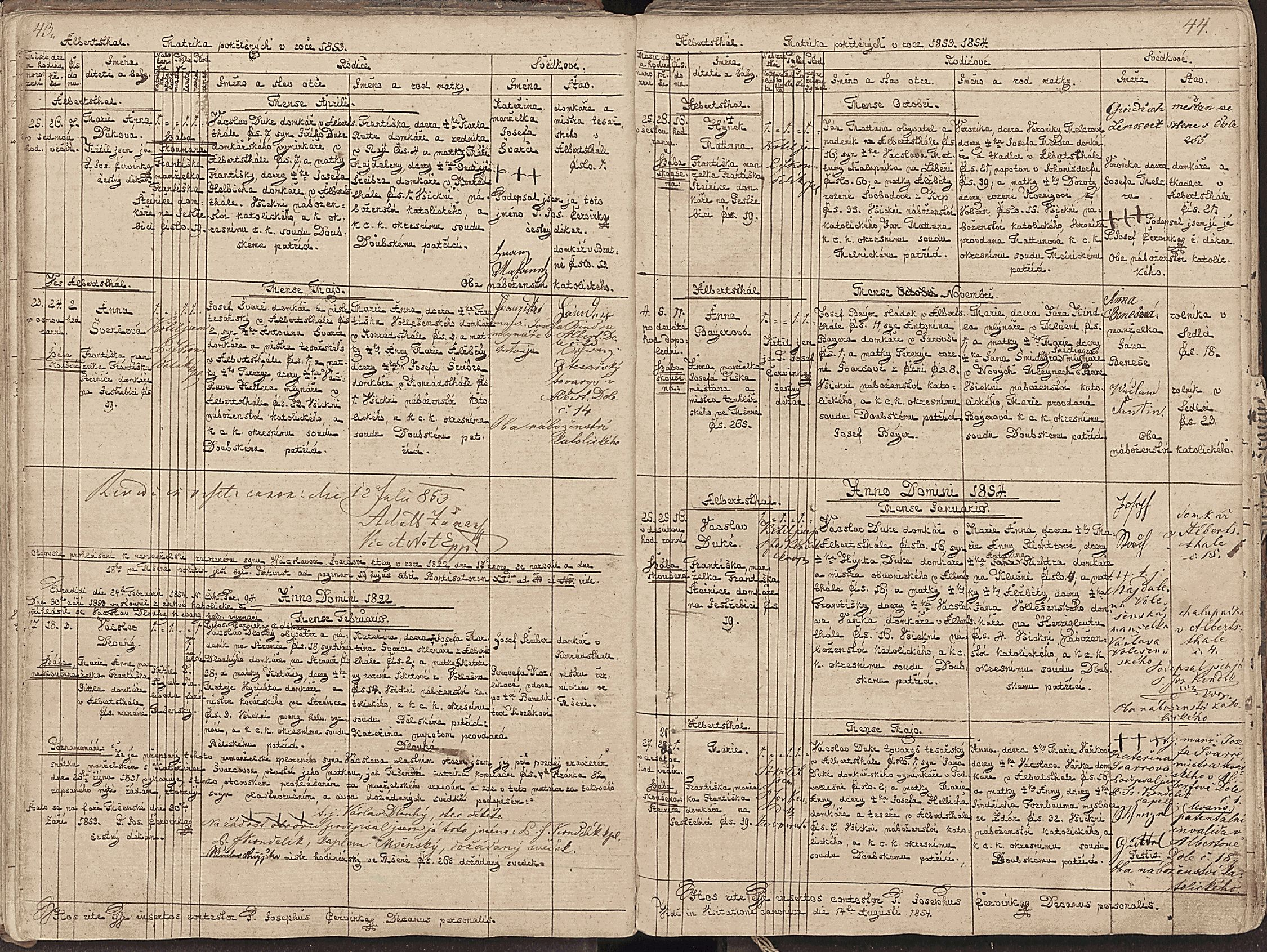
Matriční záznam o narození Anny Bayerové

Narodila se do rodiny mlynáře ve Vojtěchově u Mělníka. Absolvovala Vyšší dívčí školu v Praze, poté chtěla studovat gymnázium, které v dané době umožňovalo vzdělání jen chlapcům. Po povolení od vídeňské vlády nastoupila na gymnázium a po dvou letech uzavřela jeho nižší stupeň. V roce 1875 však v kvintě studium přerušila a v říjnu odjela do Curychu studovat medicínu, ke které byla přijata na základě přijímacího řízení s podmínkou, že maturitu složí dodatečně. Karlo-Ferdinandova univerzita v době, kdy se rozhodla pro studium lékařství, ženy nepřijímala. Na přednášce Jana Evangelisty Purkyně v Náprstkově Americkém klubu dam se seznámila s krajankou Bohuslavou Keckovou a obě se rozhodly pro studium ve Švýcarsku. Po třech semestrech společného studia se z finančních důvodů přestěhovala do Bernu, kde nebyl život tak náročný. Studium však musela přerušit z finančních důvodů v roce 1878. Vydělávala si soukromou výukou a poté dostávala finanční dary, např. od své movité kolumbijské kolegyně Anny Galvisové (500 franků) či manželů Lenzových. Dne 30. listopadu 1881 byla promována v Bernu na lékařku.
Obě české doktorky však měly problém s uznáním svého diplomu v Rakousku-Uhersku, které tento akt ženám-lékařkám odmítalo učinit, i když měly veřejnou podporu ženských spolků a jejich předních představitelelek jako byly Eliška Krásnohorská, Karolina Světlá, Růžena Jesenská a další. Proto svou lékařskou praxi zahájily v zahraničí. Kecková v Bosně a Hercegovině, Bayerová se v roce 1883 vrátila do Švýcarska a začala pracovat v Teufenu, horské vesnici blízko St. Gallenu. Poté do roku 1891 působila v Bernu. Od roku 1892 na přání svého otce přesídlila do Dolní Tuzly v Bosně a Hercegovině, odkud po krátkém období přemístila do Sarajeva. Pro nespokojenost se však v roce 1893 vrátila do Bernu, kde pracovala do roku 1900.
Následně přijala nabídku místa z pražského sanatoria. Zde však pracovala jen jeden měsíc a opět odjela do Švýcarska, kde často měnila pracoviště. V roce 1901 ordinovala v ústavu pro pulmonální nemoci v Leysinu, dalšího roku v Ženevě, v letech 1903–1904 v ústavu pro vodoléčbu v Chardonne (poblíž města Vevey u Ženevského jezera), pak opět v Ženevě v dívčím ústavu a v letech 1905–1906 v nemocnici dr. Widmera ve Val Mouts Territet. Roku 1907 se odhodlala pronajmout s kolegyní sanatorium Château La Châtelaine v Ženevě, které však bylo prodělečné. Po neúspěchu odjela do Anglie, kde se do roku 1909 věnovala domácí péči aristokratky. V tomto roce se navrátila do Prahy, kde vyučovala němčinu na průmyslové škole a škole Ženského výrobního spolku. V letech 1912–1913 byla na krátkou dobu zaměstnána v Drážďanech. Svému bloudění cizinou, jež jí bylo rakouskou vládou vnuceno, by se vyhnula jedině v případě, že by v Čechách podala žádost o nostrifikaci diplomu, což umožnil zákon z roku 1896. Lékařka by však musela v Čechách složit maturitu. Tuto podmínku Bayerová považovala za ponižující, neboť měla za sebou těžké zkoušky ve Švýcarsku a bohatou lékařskou praxi v různých místech Evropy. Od roku 1914 získala místo profesorky hygieny v Praze a konečně mohla v obvodu Prahy také léčit, neboť Vídeň jí po mnoha peticích ženských spolků uznala lékařský diplom bez dalších zkoušek. Bylo jí 60 let.
Anna Bayerová přednášela a psala články pro Ženské listy, které se týkaly převážně lékařství a hygieny, ale i jejích zážitků ze Švýcarska. Několik jejích příspěvků se objevilo také v Časopisu českých lékařů. Věnovala se také překladu odborné literatury.
V Praze se Bayerová od mládí přátelila s kruhem žen kolem Libuše Bráfové-Riegrové a Zdenky Braunerové.
Zemřela 24. ledna 1924 v Praze. Smuteční projev na Olšanských hřbitovech pronesla MUDr. Anna Honzáková.

## Odkaz

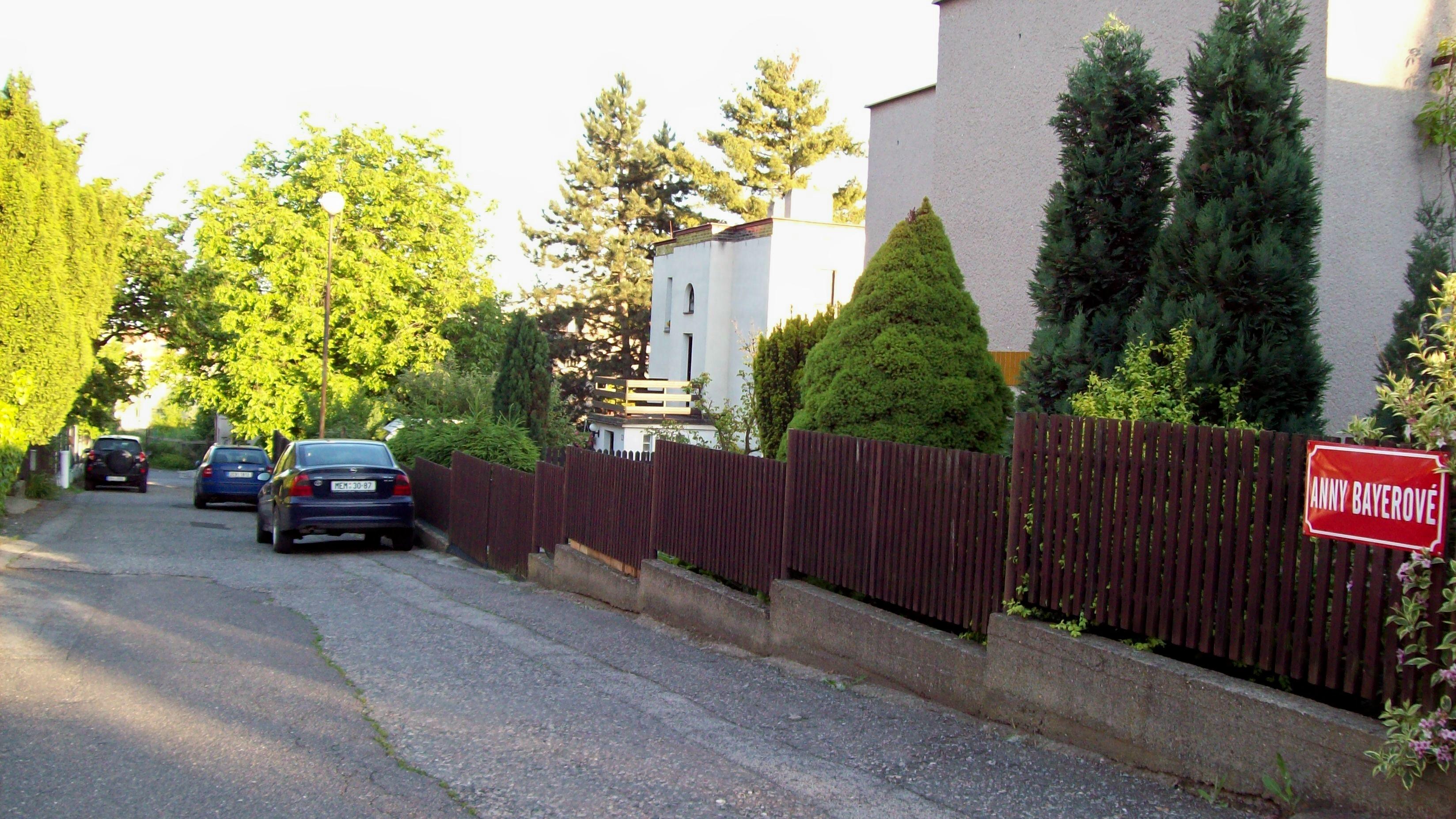
Ulice Anny Bayerové na Mělníku.

- Anna Honzáková o ní napsala biografii Dr. Med. Anna Bayerová 1853–1924, první česká lékařka ve Švýcarech (nákladem Ženské Nár. Rady, Praha 1937).
- V Mělníku je po ní pojmenovaná ulice.